# 매니페스토
매니페스토(Manifesto)는 개인이나 단체가 대중에 대하여 확고한 정치적 의도와 견해를 밝히는 것으로 연설이나 문서의 형태이다. 종종 비정치적인 분야에서도 자신의 주장과 견해를 분명히 밝히는 때에도 사용된다. 한국에서는 예산확보, 구체적 실행계획 등이 있어 이행이 가능한 선거 공약의 의미로 주로 쓰인다.
후보자 신념에 대한 투표자와 후보자의 약속이라는 의미로도 사용된다

## 어원
라틴어에서 파생한 이탈리아어이며, 의미는 '분명한 의미', '매우 뚜렷함'이라는 의미이다. 이 라틴어는 현대 영어에서의 manifest(특히 감정・태도・특질을 분명히) 나타내다, (보거나 이해하기에) 분명한)의 어원이기도 하다. 또한 manifesto는 현대영어에서 성명서, 성명의 의미이다.
옥스퍼드 영어사전에 의하면 영어권에는 1620년 영국의 나타니엘 브렌트가 이탈리아인 파울로 사프리의 책을 번역한 "History of the council of Trent"에서 처음 나타난다.

## 중요한 매니페스토들
비이탈리아어권에서 정치적인 의미로 사용된 경우를 살펴보면, 벨기에의 독립선언서였던 "the Manifesto of the Province of Flanders (1790년)"가 미국 독립선언서에 영향을 준 것으로 유명하다.
개인이 정치적인 견해를 분명히 하기 위한 매니페스토로는 버트런드 러셀과 아인슈타인이 핵과 핵전쟁에 대한 반대를 표명한 "Russell-Einstein Manifesto(러셀-아인슈타인 선언, 1955년)"가 유명하다.
예술분야에서는 이탈리아 시인 필리포 톰마소 마리네티가 프랑스어로 발표한 "Futurist Manifesto(프랑스어:Manifeste du futurisme 1909년)이 효시이다.
기술분야에서는 리처드 스톨만의 "GNU Manifesto(GNU 선언문 1985년)가 유명하다.
선거나 정당정치에서 정책과 정강을 분명히 하기 위한 의도로 쓰인 것은 1835년 영국 탐워스 선거구의 보수당 후보였던 로버트 필의 "Tamworth Manifesto"가 효시이며 이후 영국의 총선에서는 각 정당이 책자로 된 매니페스토를 배포한다. 선거에서 승리한 정당이 매니페스토에 따를 의무가 있는지에 대해서는 1947년 하원에서 법적인 구속력은 부정되었으나 성격상 정치적인 구속력은 존재한다.

## 참고 문헌
1. ↑  “네이버 영어사전 해당 항목”. Oxford Advanced Learner's English-Korean Dictionary.
2. ↑  The Futurist Manifesto